# Mormântul lui Virgiliu (tablouri de Joseph Wright)
Mormântul lui Virgiliu este titlul a cel puțin trei picturi realizate de Joseph Wright of Derby între 1779 și 1785.

## Descriere
Subiectul acestor tablouri este un rezultat al turului italian întreprins de Wright în 1773-1775. Aceste trei picturi ilustrează structura ruinată din apropierea orașului Napoli, identificată în mod tradițional ca mormântul poetului epic latin Virgil. Cea mai veche dintre cele trei, datată 1779, include figura lui Silius Italicus, un poet ceva mai târziu, cunoscut ca fost admirator al lui Virgiliu. Silius Italicus a deținut mormântul și împrejurimile sale și a organizat pelerinaje pentru alți admiratori ai poetului.

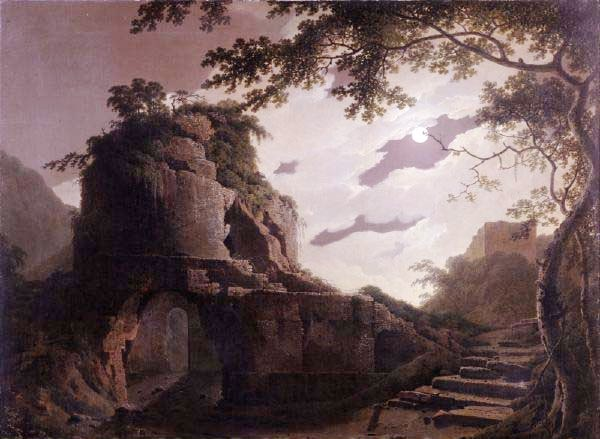
Mormântul lui Virgiliu: versiunea din 1782 din Derby Museum and Art Gallery

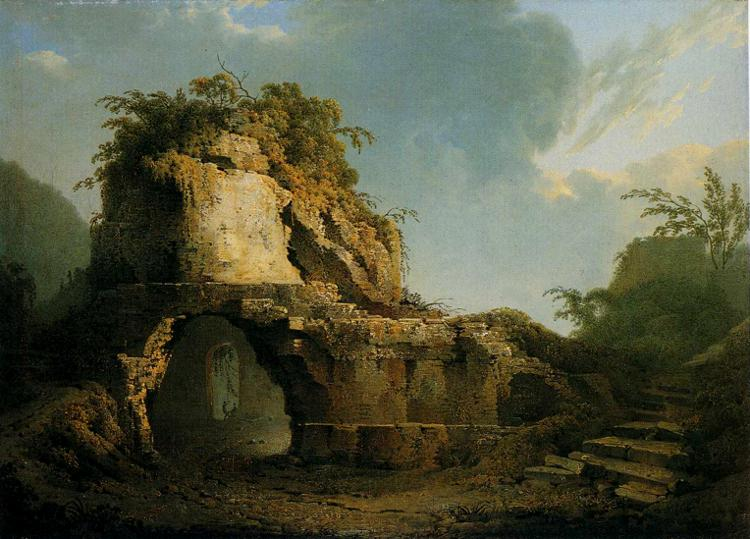
Mormântul lui Virgil: soarele care străbate printr-un nor: versiunea din 1785 din Ulster Museum, Belfast

În total, Wright a folosit subiectul în șapte tablouri. El a trimis una dintre picturi poetului William Hayley, care i-a returnat favoarea, scriind Odă domnului Wright of Derby.
Spre deosebire de picturile lui Wright despre scenele luminate de lumânări, vederile mormântului lui Virgiliu sunt „inundate cu lumină lunară opresivă”. Ele se reflectă dintr-o etapă a dezvoltării artistice a lui Wright, când „a menținut un echilibru delicat între ceea ce era de fapt acolo și ceea ce îi plăcea să construiască din ceea ce era acolo”.

## Origine
Una dintre picturi i-a fost dată lui William Hayley, care i-a dat-o artistei Amelia Opie. Când aceasta a murit, pictura a ajuns la Thomas Brightwall. O altă pictură s-a aflat în posesia reverendului Thomas Gisborne pe care Wright l-a vizitat la reședința sa de lângă Needwood Forest. Acest tablou a fost deținut de reședințele Barton Blount în 1968, iar în 1981 a fost vândut de Miss Ward către Derby Museum and Art Gallery pentru 12.000 de lire sterline. Tabloul cu Silius Italicus din Derby Museum este, în opinia lui Benedict Nicolson, nu neapărat al lui Wright.